# گومبسهایم
گومبسهایم (به آلمانی: Gumbsheim) یک شهر در آلمان است که در آلزی-ورمز واقع شده‌است. گومبسهایم ۶۱۴ نفر جمعیت دارد.